# Кокаляне (точка)

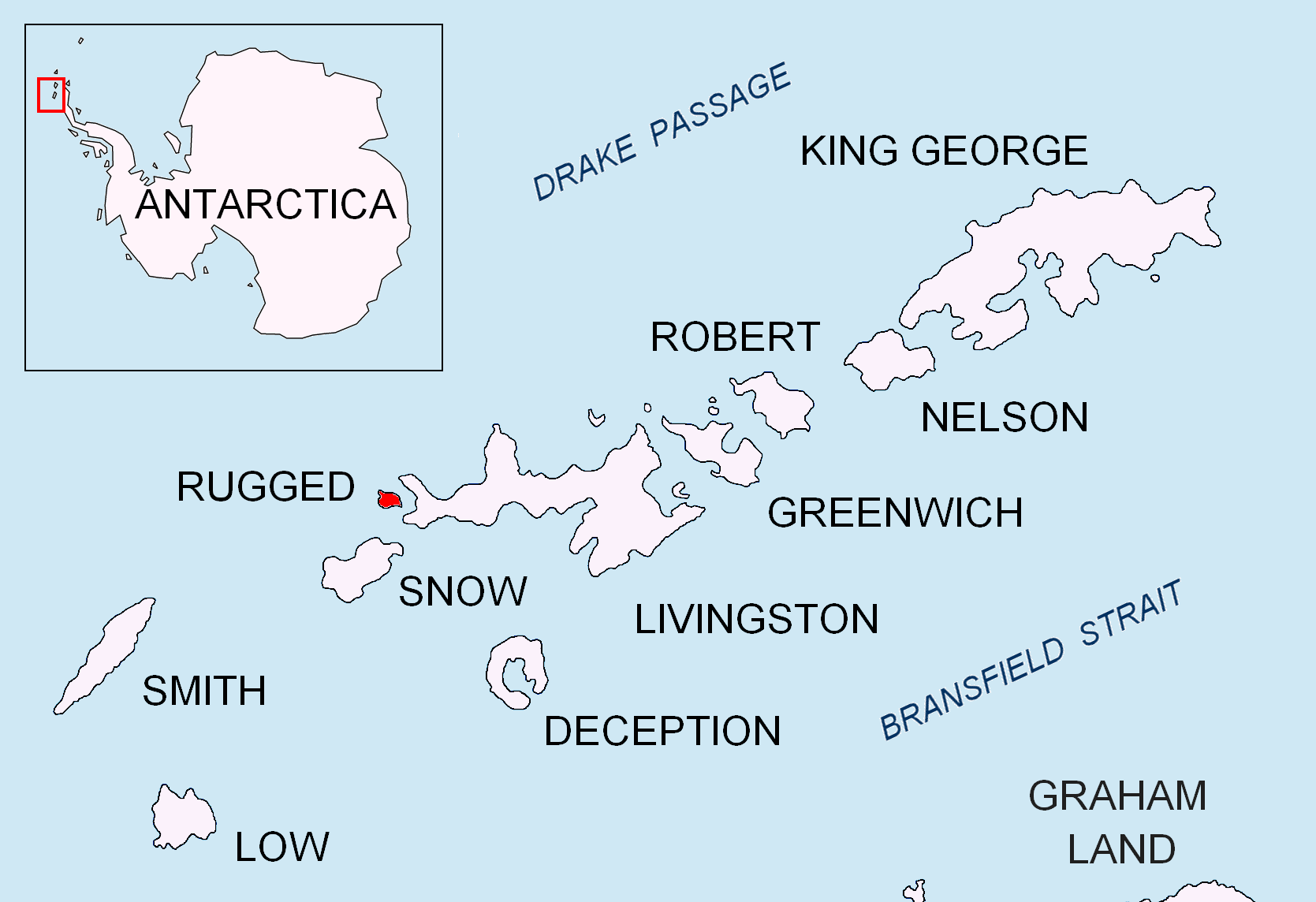
Розташування острова Руггед на Південних Шетландських островах.

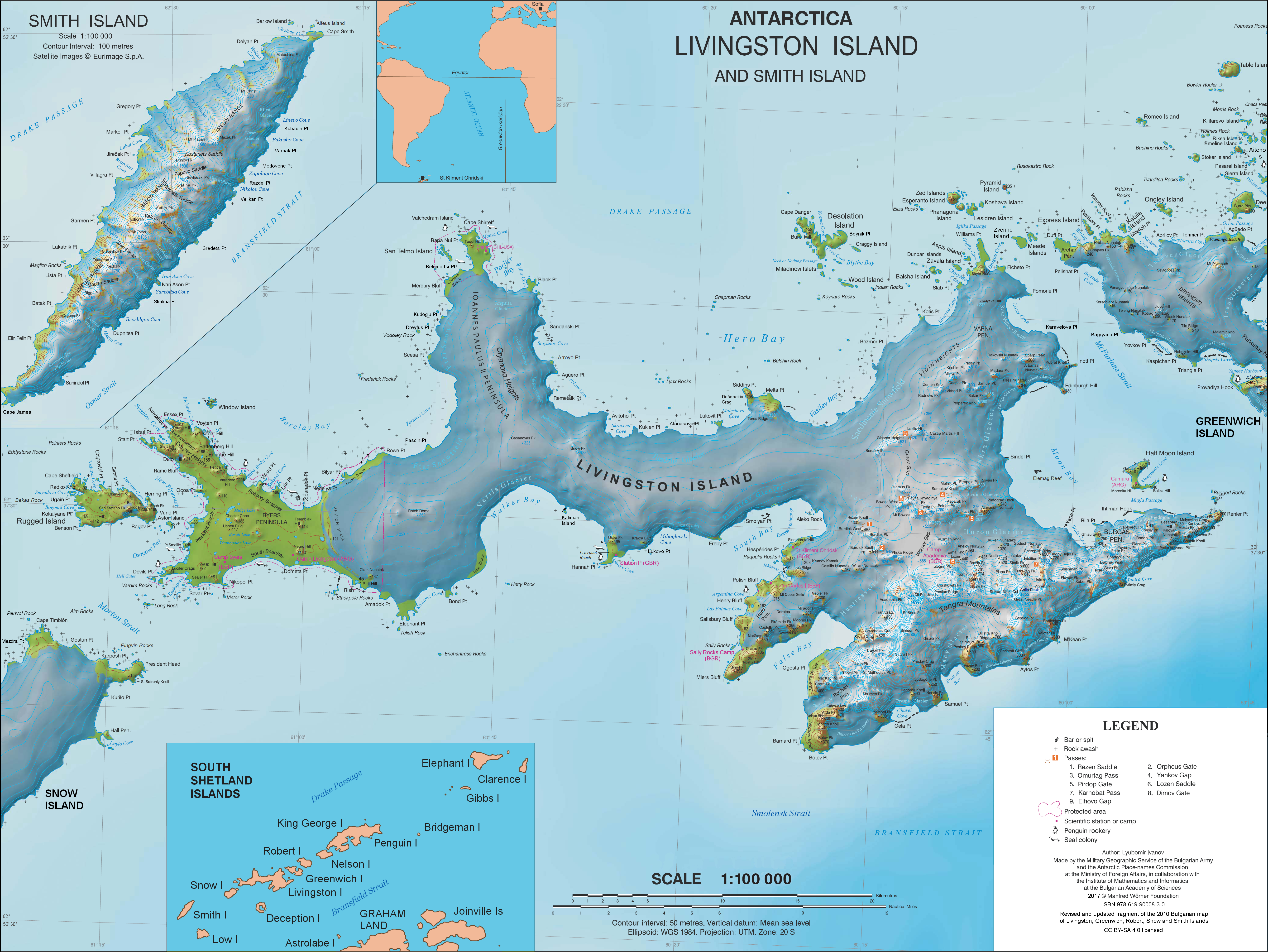
Топографічна карта островів Лівінгстон та Сміт

62°38′11″ пд. ш. 61°17′47″ зх. д. / 62.6364° пд. ш. 61.2964° зх. д.
Точка Кокаляне (болг. нос Кокаляне) — це точка на західному узбережжі острова Руггед на Південних Шетландських островах, Антарктида, що утворює південну сторону входу в Богомільську бухту. Розташована 810 м на північний-північний захід від точки Бенсон, 970 м на південь від точки Угайн і 2,51 км на південь від мису Шеффілд .
Точка названа на честь поселення Кокаляне в західній Болгарії .

## Розташування
Точка Кокаляне знаходиться за координатами 62°38′10.9″ пд. ш. 61°17′47″ зх. д. / 62.636361° пд. ш. 61.29639° зх. д., згідно з іспанським картографуванням 1992 року та болгарським картографуванням 2009 року.

## Мапи
- Півострів Баєрс, Ісла Лівінгстон. Карта топографіки ескала 1: 25000. Мадрид: Servicio Geográfico del Ejército, 1992.
- Л. Л. Іванов. Антарктида: острови Лівінгстон та Гринвіч, Роберт, Сноу та Сміт. [Архівовано 24 квітня 2008 у Wayback Machine.] Масштаб 1: 120000 топографічної карти. Троян: Фонд Манфреда Вернера, 2009.ISBN 978-954-92032-6-4
- Антарктична цифрова база даних (ADD). [Архівовано 5 березня 2017 у Wayback Machine.] Масштаб 1: 250000 топографічної карти Антарктиди. Науковий комітет з антарктичних досліджень (SCAR). З 1993 року регулярно модернізується та оновлюється.
- Л. Л. Іванов. Антарктида: острів Лівінгстон та острів Сміт . Масштаб 1: 100000 топографічної карти. Фонд Манфреда Вернера, 2017.ISBN 978-619-90008-3-0